# Franz Ferdinand von Brackel

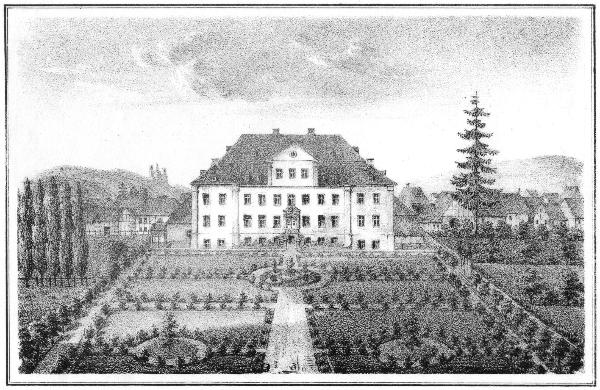
Schloss Welda um 1840

Franz Ferdinand Freiherr von Brackel (* 30. April 1790 in Welda; † 25. März 1873 ebenda) war Rittergutsbesitzer und Abgeordneter.

## Leben
Franz Ferdinand von Brackel war Enkel des kurtrierischen Generals Karl Hugo von Brackel und Sohn des kurbayerischen Kämmerers und Hofrates Franz Georg Ignaz von Brackel und dessen Ehefrau Wilhelmine Freiin von Haxthausen, Erbin von Schloss Welda.
Am 23. März 1827 heiratete Franz Ferdinand in Essen Charlotte Freiin von Asbeck (1806–1884). Aus der Ehe gingen folgende Kinder hervor:
- Georg (1828–1883), übernahm nach seines Vaters Tod das Rittergut Welda, ⚭ 1865 Alexandrine Freiin von Erde (1829–1895)
- Engelbert (* 1830)
- Hugo (1834–1907) ⚭ 1872 Agnes Gräfin von Mengersen (1837–1881)
- Ferdinande (1835–1905), spätere Schriftstellerin
- Arnold (1843–1912) ⚭ 1874 Anna von Zychlinska (1853–1921)
- Hermann (* 1845)

Am 18. November 1845 erhielt er ein preußisches Anerkennungsdiplom für seinen Freiherrenstand. 1854 nahm er am Provinziallandtag der Provinz Westfalen teil, in den er als stellvertretendes Mitglied im Wahlbezirk Paderborn gewählt worden war.